# Juan Antonio Cuervo
Juan Antonio Cuervo (Oviedo, Asturias, 1757 – Madrid, 1834) fue un arquitecto español. Su sobrino es el también arquitecto Tiburcio Pérez Cuervo. 

## Biografía
Parte de su trabajo lo realiza en Madrid, donde su obra más destacada es la Iglesia de Santiago (la primitiva parroquia de Santiago fue demolida por José Bonaparte). Fue alumno destacado de Ventura Rodríguez y, tras la realización de algunas de sus obras arquitectónicas en la capital, en el año 1815 es nombrado director de la Real Academia de San Fernando (instante en el que el pintor Goya le retrata junto con los planos de la iglesia de Santiago, lienzo que, en la actualidad, es propiedad del Museo de Arte de Cleveland). Durante su actividad profesional destacó por su defensa del neoclasicismo.